# Lekarekulle
Lekarekulle är en by och före detta järnvägsstation i Ölmevalla socken, Kungsbacka kommun. Den ligger intill gamla E 6-an. Där går nu buss till Kungsbacka centrum.